# Terra bola de neu

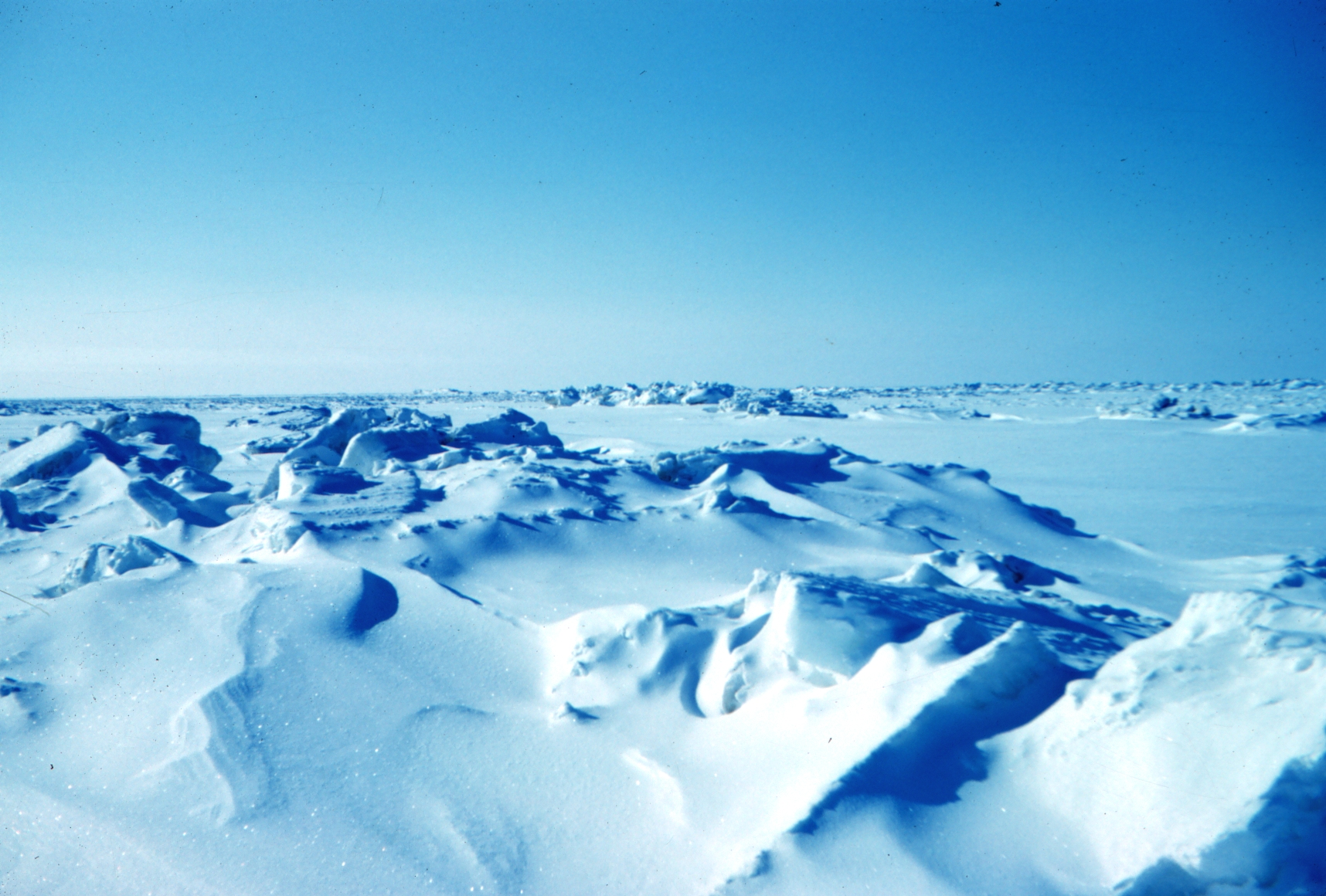
Banchisa (Alaska). La superfície terrestre devia tenir una aparença similar durant la glaciació anomenada Snowball Earth

La hipòtesi de la Terra bola de neu (en anglès, Snowball Earth) fa referència als efectes que una grandiosa glaciació va provocar sobre tot el planeta, la més gran que mai ha ocorregut a la Terra, segons es dedueix dels registres de dades disponibles. La glaciació va iniciar-se a l'acabament del Proterozoic, fa aproximadament uns 700 milions d'anys, i es creu que va provocar una gran extinció massiva.
Aquesta teoria intenta donar explicació als dipòsits glacials sedimentaris que s'han trobat en latituds tropicals, i que es van acumular durant el període Criogenià (850 Ma a 630 Ma), i també a altres trets enigmàtics que s'han trobat en el registre geològic del Criogenià.
Segons les teories actuals, la causa d'aquesta gran glaciació rau en la formació d'un supercontinent, Rodínia, localitzat a la zona de l'equador terrestre. La seva superfície estava constituïda principalment de roca granítica, mentre que un mar ple de vida ocupava la resta de la superfície de la Terra. L'activitat biològica i geològica, activades per un clima humit als continents i uns extensos mars càlids i poc profunds, va fer baixar molt el nivell de diòxid de carboni de l'atmosfera, de manera que l'efecte d'hivernacle que aquest gas produeix, es va reduir baixant les temperatures i formant-se extensos casquets glacials. Com que el gel reflecteix la radiació solar molt més que els oceans, va augmentar l'albedo de la Terra prou perquè les temperatures baixessin encara més i el gel continués avançant fins a cobrir tot el planeta.
Durant els episodis de bola de neu, la capa de gel i la manca de precipitacions aturen els mecanismes que retiren diòxid de carboni de l'atmosfera, com la fotosíntesi i la carbonatació del minerals meteoritzats, de manera que el CO₂ alliberat per les erupcions volcàniques de manera lenta però contínua al llarg de milions d'anys que dura l'episodi es va acumulant a l'atmosfera fins a assolir nivells prou elevats com per provocar un efecte hivernacle que fa pujar la temperatura fins a fondre el gel.
Posteriorment a la formulació de la teoria de la Terra bola de neu, han aparegut diferents estudis que semblen contradir-la, i redueixen significativament l'abast de la glaciació que suposaren aquests episodis. Entre els arguments esgrimits, hi ha que el registre geològic no confirma una aturada total de l'activitat biològica en aquests períodes, sinó que més aviat sembla indicar que es va mantenir una important activitat fotosintètica.